# SS Nieuw Amsterdam (1937)
Pour les articles homonymes, voir Nouvelle-Amsterdam (homonymie).
Le SS Nieuw Amsterdam est un paquebot néerlandais construit en 1937 à Rotterdam pour la Holland America Line. C'est le second navire de la compagnie à porter ce nom. Surnommé le « navire de la paix », il est aujourd'hui toujours considéré comme l'un des plus beaux navires de la Holland America. Sa décoration célébrait les années glorieuses de la fondation de New York par les Néerlandais et rendait hommage à Pieter Stuyvesant, dernier gouverneur hollandais de la ville. 

## Histoire

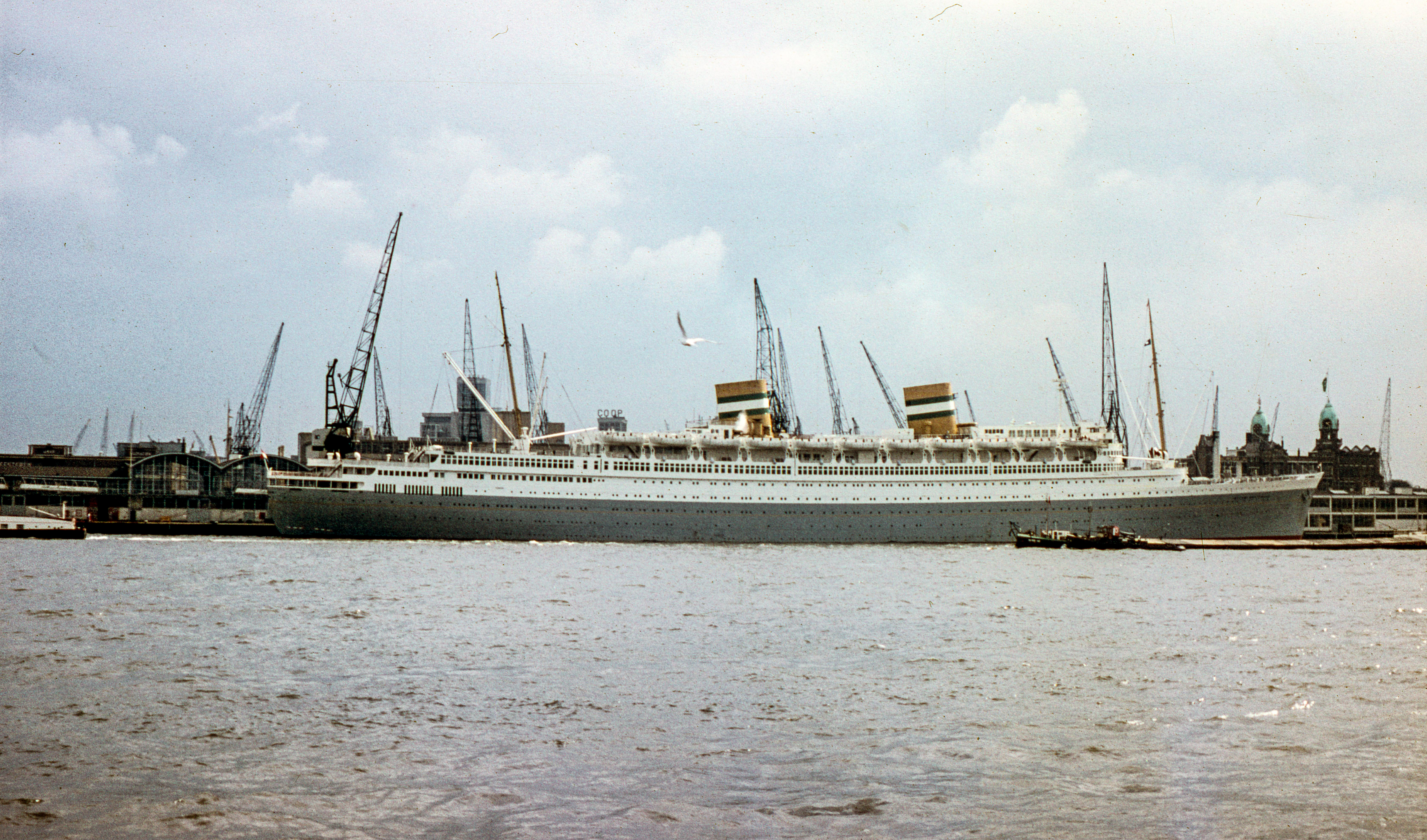
Le paquebot Nieuw Amsterdam à Rotterdam en 1969

Après un excellent début de carrière, il fut réquisitionné dans le cadre de la Seconde Guerre mondiale comme navire de transport de troupes, puis reprendra son service commercial en 1947. Rejoint en 1959 par le Rotterdam, il fut ensuite rapidement affecté aux croisières, les avions de ligne dominant de plus en plus le marché sur l'Atlantique Nord et continua ce service jusqu'en 1974, année de sa démolition.